# Ihor Sirosztan
Ihor Hryhorowycz Sirosztan, ukr. Ігор Григорович Сіроштан, ros. Игорь Григорьевич Сероштан, Igor Grigorjewicz Sierosztan (ur. 15 lutego 1961, Ukraińska SRR) – ukraiński piłkarz i trener piłkarski.

## Kariera piłkarska
W latach 80.-90. XX wieku występował w drużynie Metałurh Kupiańsk.

## Kariera trenerska
Po zakończeniu kariery piłkarskiej rozpoczął karierę szkoleniowca. W 1992 ukończył Akademię Wychowania Fizycznego w Charkowie. Od 1997 do 2001 trenował zespół Oskił Kupiańsk. Na początku 2002 stał na czele Ołkomu Melitopol. W lipcu 2003 został mianowany na stanowisko głównego trenera Stali Dnieprodzierżyńsk, którym kierował do końca 2003. W 2004 do sierpnia prowadził Hirnyk Krzywy Róg, a potem powrócił do Stali, gdzie do 31 maja 2006 pomagał trenować piłkarzy. Od lipca do października 2007 stał na czele Komunalnyka Ługańsk. W październiku 2007 ponownie dołączył do sztabu szkoleniowego Stali, gdzie do 9 kwietnia 2008 pracował jako asystent trenera. Przez dłuższy czas pracował jako dyrektor oraz trener dziecięcego klubu Mrija Kupiańsk.